# 少椎南乳魚
少椎南乳魚，為輻鰭魚綱胡瓜魚目南乳魚科南乳鱼属的其中一種，分布於紐西蘭的淡水水域，體長可達10.1公分，肉食性，生活習性不明。

## 擴展閱讀
維基物種上的相關：少椎南乳魚